# Centre de musique baroque de Versailles
 (janvier 2021).

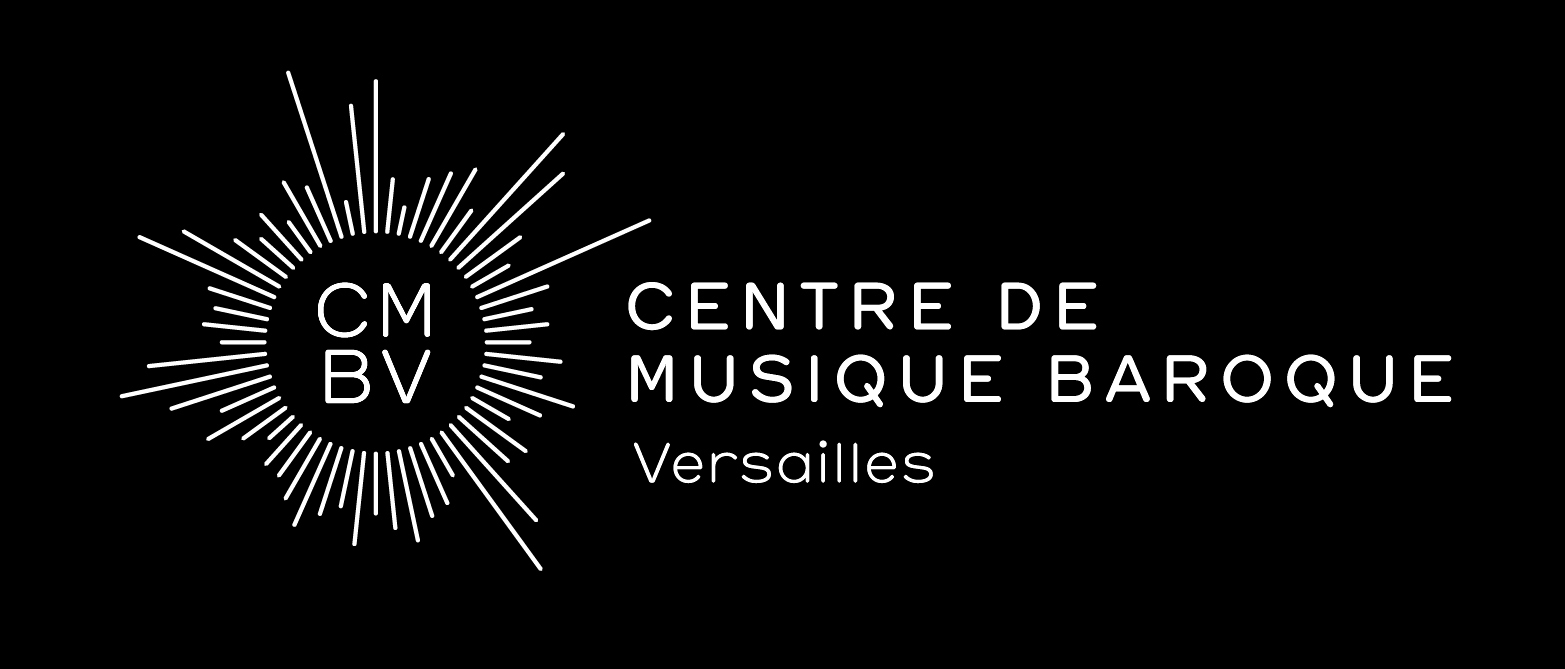
Logo CMBV

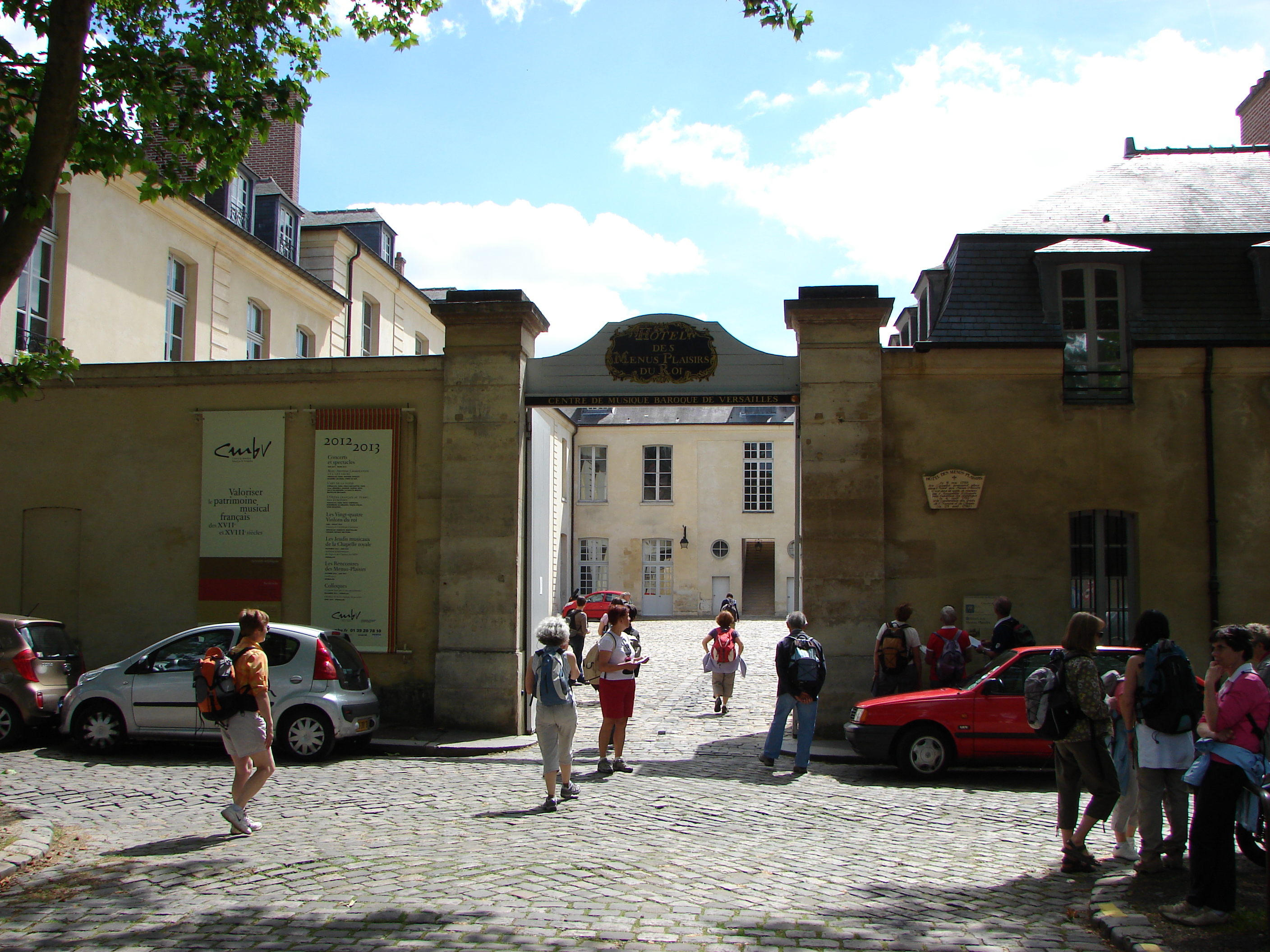
Hôtel des Menus Plaisirs actuel.

Créé en 1987, à l’initiative du ministère de la Culture, par Vincent Berthier de Lioncourt et Philippe Beaussant, le centre de musique baroque de Versailles a pour mission de retrouver, de restaurer, d’éditer et de diffuser, le plus largement possible, le patrimoine musical français de l'époque baroque (XVIIe siècle et première moitié du XVIIIe siècle), une période particulièrement riche, mais jusqu’à présent méconnue, de son histoire musicale.
Situé dans l'hôtel des Menus-Plaisirs de Versailles, l'organisme est associé à l'Établissement public du château, du musée et du domaine national de Versailles.
Il abrite le chœur des pages et des chantres du Centre de musique baroque de Versailles, maîtrise et ensemble de jeunes chanteurs en formation spécialisés dans l'interprétation de la musique baroque française.
De la recherche au concert, le Centre de musique baroque de Versailles a mis en place une véritable « chaîne ».

## La recherche
Le pôle recherche du CMBV est un programme du Centre d’études supérieure de la Renaissance (UMR 7323) qui a pour tutelle le Centre national de la recherche scientifique (CNRS), l’université François-Rabelais et le ministère de la Culture. Il rassemble une équipe d’une vingtaine de personnes comprenant chercheurs statutaires et associés, personnel mis à disposition par le ministère de la Culture et personnels de soutien à la recherche. Il se veut également un lieu d’accueil pour de nombreux étudiants et chercheurs qui y bénéficient de ressources spécifiquement consacrées à la musique baroque française.
Le pôle Recherche du CMBV est spécialisé dans l’étude interdisciplinaire de la musique française des XVIIe et XVIIIe siècles : composition (étude des traités de théorie musicale), transcription (étude des partitions), inscription dans l’histoire (dimension historique, anthropologique et sociologique) ou le présent (étude des pratiques d’interprétation). Il collabore avec des partenaires nombreux tels que l’Institut de Musicologie (IReMus), le Centre de recherche du château de Versailles (CRCV), l’École nationale des chartes, les éditions Picard, le Centre national de la danse (CND) ou la Fondation Royaumont. Son double ancrage au CNRS et à l’université favorise des collaborations scientifiques, des échanges internationaux et des projets de recherche financés au niveau national ou européen.
Il mène des travaux de recherche fondamentale et est engagé, en lien avec les autres pôles du CMBV, dans une voie novatrice, celle de la confrontation des travaux théoriques avec la pratique des musiciens baroques.

### Chantiers de recherche
L’œuvre de Marc-Antoine Charpentier, l’air de cour, la musique sacrée, la musique italienne en France ou l’Académie royale de musique (Opéra de Paris) sont autant de chantiers de recherche emblématiques du pôle qui font très régulièrement l’objet de colloques, journées d’étude, séminaires ou de productions scientifiques (éditions musicales, ouvrages) et irriguent l’ensemble des projets du CMBV, participant au développement du dialogue entre la musicologie et l’interprétation.

### Ressources et outils
Depuis son origine, le pôle recherche du CMBV mène également une politique de conception, de réalisation et de mise à disposition de ressources, via des éditions monumentales du répertoire français des XVIIe et XVIIIe siècles internationalement reconnues et un portail de ressources numériques, Philidor.

## Les publications

### Édition musicale
Depuis 1992, le CMBV poursuit un vaste programme d’édition musicale axé sur les œuvres du patrimoine musical français des XVIIe et XVIIIe siècles. Œuvres vocales, chorales, instrumentales, orchestrales ou scéniques depuis les musiciens du règne de Louis XIII jusqu’à la fin de la période classique, c’est aujourd’hui un catalogue riche de plus de 2 000 œuvres qui offre un choix important de répertoire en édition moderne.
Dans ses collections de partitions, le CMBV publie des ouvrages essentiels du répertoire, mais aussi du répertoire à destination de publics spécifiques, notamment d’étudiants, comme une série de recueils d’airs d’opéras proposant l’intégralité des airs de Lully, Rameau et Gluck avec accompagnement de clavier. Ces partitions, déclinées en conducteurs, réductions et matériel instrumental, sont préfacées en français et en anglais.
Les publications scientifiques du CMBV, les éditions critiques Monumentales et Anthologies, ont pour objectif de fournir, tant aux chercheurs qu’aux interprètes des volumes de référence, exhaustifs et richement documentés, également déclinés en matériel pour les interprètes.

### Ouvrages scientifiques et ressources numériques
Le CMBV publie des ouvrages scientifiques en partenariat avec des éditeurs et développe également un portail de ressources numériques consacrées à la recherche, Philidor. 

### Discographie
Grâce à de nombreux partenariats, les projets artistiques du CMBV font l’objet de captations et d’enregistrements diffusés dans le monde entier. Depuis 30 ans, plus de 150 CD et DVD liés aux activités du CMBV sont parus. 

## La formation vocale
Cursus de formation
Véritable chœur-école, la maîtrise du CMBV forme tout au long de l’année près de 140 jeunes chanteurs âgés de 4 à 30 ans : enfants sur le hors-temps scolaire jusqu’en classe de CP, élèves en classes à horaires aménagés de l’Éducation nationale, du CE1 à la 3e, et jeunes adultes, français et étrangers, recrutés sur concours, en cursus de formation professionnelle supérieure.
La formation des enfants en classes à horaires aménagés est mise en œuvre dans le cadre de l’Éducation nationale (Académie de Versailles) avec l'École élémentaire Wapler et le Collège Rameau. La formation professionnelle supérieure des adultes s'enrichit des partenariats développés avec le CRD de la Vallée de Chevreuse, le CRR de Versailles et le Pôle supérieur de Paris Boulogne-Billancourt.

### Jardin musical (4-5 ans) et Pré-maîtrise (6 ans)
La maîtrise du CMBV accueille les enfants dès l’âge de 4 ans au Jardin musical puis à la Pré-maîtrise à l’âge de 6 ans pour une initiation hebdomadaire musicale et vocale, sur le hors-temps scolaire, à partir des méthodes actives Willems et Dalcroze.

### Classes à horaires aménagés (7-14 ans)
À partir du CE1 et jusqu’à la 4e/3e, les enfants ont la possibilité d’intégrer les classes à horaires aménagés maîtrisiennes pour suivre un cursus approfondi de chant et de formation musicale, en parallèle de leur apprentissage scolaire. Ils fonctionnent en partenariat avec l'école Wapler, aussi à Versailles, et le Collège Rameau où travaillent les collégiens.

### Formation professionnelle supérieure de chant baroque (18-30 ans)
La maîtrise du CMBV dispense chaque année à 17 étudiants français et étrangers, recrutés sur concours, un cursus d’études professionnelles vocales supérieures, de 2 à 3 ans, associant enseignements théoriques et pratiques, et spécialisé dans le répertoire des XVIIe et XVIIIe siècles. On les nomme Chantres. Le taux d'insertion professionnelle des jeunes chanteurs formés atteint les 90 %[réf. nécessaire].

## La formation instrumentale
En 2008, grâce à la restitution d’instruments disparus, le CMBV a enrichi son offre de formation en la complétant par une dimension instrumentale et orchestrale. La construction de 18 instruments à cordes – 6 dessus, 4 hautes-contre, 4 tailles et 4 quintes de violon – a permis de retrouver le son de l’orchestre mythique de Versailles, les 24 Violons du roi. Cette restitution est prolongée, vers la fin des années 2010, par la construction de 6 basses de violon, puis par celle de 24 archets adaptés aux différents instruments.
Grâce à cet instrumentarium, le CMBV a pu mettre en place des projets pédagogiques portant sur la spécificité de l’orchestre baroque français à cinq parties de cordes, en lien avec des partenaires pédagogiques et artistiques comme le Royal College of Music de Londres, le CNSMD de Paris ou le Conservatoire de Prague. Des académies se sont tenues en France, en Angleterre et en République tchèque, donnant lieu à des concerts publics. Ces projets d’Académies d’orchestre reposent non seulement sur la valorisation d’un instrumentarium particulier, sur l’apprentissage de modes de jeux et d’interprétation spécifiquement français, mais aussi sur un répertoire musical peu fréquenté, remis au jour par le travail de recherche et d’édition des équipes scientifiques du CMBV.
Le CMBV organise par ailleurs des sessions de conférences, de cours et de masterclasses d’interprétation, en France et à l’étranger, en s’adjoignant les compétences de spécialistes reconnus pour leurs compétences didactiques et pédagogiques.

## La production artistique
Les productions artistiques portées par le CMBV sont présentées non seulement au château de Versailles, mais également en France, en Europe et dans le monde.
Ainsi, après avoir été l’artisan de la redécouverte de ce répertoire en France, le CMBV œuvre à sa transmission, tant auprès des musiciens que du public, partout où il est possible de monter des projets de musique baroque française. 

### Production et diffusion
Grâce à son pôle artistique, le CMBV peut produire ou co-produire, chaque saison, une vingtaine de nouveaux projets artistiques – concerts, spectacles, projets pédagogiques – qui s’ajoutent à la reprise et la diffusion de ceux créés les années précédentes. Cette activité représente en moyenne une centaine de dates par an en France, en Europe et dans le monde, permettant de faire rayonner la musique baroque française.

#### Révéler toutes les facettes du baroque
Les projets artistiques du CMBV se déclinent sous la forme de concerts, de spectacles et de projets pédagogiques incluant des restitutions publiques (masterclasses, académies d’orchestre, coaching linguistique et stylistique).
Tous les répertoires sont explorés, de la musique de chambre au répertoire symphonique en passant par la musique sacrée et, pour la scène, le ballet, la tragédie lyrique et l’opéra-comique. Le CMBV prend à cœur d’initier ou de soutenir des intentions ambitieuses et atypiques qui ne verraient pas le jour sans son intervention.
La programmation du CMBV s’articule entre recréations d’ouvrages inédits et diffusion du grand répertoire baroque français, en privilégiant des réflexions originales et des aspects scientifiques liés à la "performance practice". Tous les modes d’interprétation sont encouragés, de la reconstitution historique aux esthétiques les plus contemporaines.

#### Centre de ressources
Pour permettre la réalisation de ces projets, le CMBV intervient en coproduction auprès de multiples partenaires nationaux et internationaux (festivals, salles, ensembles) selon des modes opératoires ajustés à chaque cas, et en mettant à disposition une grande variété de ressources :
- mise à disposition d'une bibliothèque spécialisée qui sert les activités de sa structure (recherche, concerts, édition, maîtrise) et qui accueille les chercheurs, les étudiants et les musiciens extérieurs. Le catalogue est accessible en ligne.
- mise à disposition d’un savoir-faire et de connaissances scientifiques grâce à son expertise musicologique, historique et artistique ;
- mise en réseau d’intervenants qualifiés (chercheurs, éditeurs, artistes, personnels encadrants ou formateurs), et de partenaires (coproducteurs, diffuseurs, labels discographiques) ;
- réalisation de partitions, de livres et d’objets éditoriaux en lien avec les projets ;
- mise à disposition de ses archives documentaires, et de ses fonds d’instruments, d’accessoires, de costumes et de décors ;
- soutien financier aux projets les plus innovants et les plus ambitieux.

### Animer un réseau de partenaires nationaux et internationaux
Le CMBV présente chaque saison au château de Versailles quelques-unes de ses réalisations les plus emblématiques, notamment celles en lien étroit avec l’histoire musicale du lieu.
En France, le CMBV collabore régulièrement avec des théâtres et des maisons d’opéra, à Paris et en région, comme l’Opéra national de Paris, l’Opéra Comique, le Théâtre des Champs-Élysées, l’Opéra national de Bordeaux, l’Opéra national de Montpellier Languedoc-Roussillon, l’Opéra Grand Avignon ou l’Opéra de Lille. Il travaille également avec des salles comme l’Auditorium de Radio France, l’Auditorium du Louvre, l’Arsenal de Metz ou le Grand Théâtre de Provence, et des festivals comme le Festival international d’opéra baroque de Beaune, le Festival de Radio France Montpellier ou le Festival de la Chaise-Dieu. Parmi ses autres partenaires figurent la Fondation Royaumont et l’ARCAL.
À l’international, le CMBV a noué des collaborations pérennes avec des institutions emblématiques, permettant à la musique baroque française d’être mieux connue des musiciens et des mélomanes : en Allemagne, avec le Musikfestspiele Sanssouci (Potsdam) ; en Autriche, avec l’Innsbrucker Festwochen der Alten Musik (Innsbruck) ; en Belgique, avec le CAVEMA (Namur) ; en République tchèque, avec le Summer Festivities of Early Music (Prague) ; aux États-Unis, avec le Boston Early Music Festival (Boston) ; en Italie, avec le Palazzetto Bru Zane (Venise) ; à Malte, avec le Valletta International Baroque Festival (La Valette) ; en Hongrie, avec l’Orfeo Music Foundation (Budapest) ; au Brésil, avec l’Orchestre baroque de l’Université UNIRIO (Rio) ; etc.
Le CMBV collabore avec les plus grands ensembles français de musique ancienne, notamment Les Arts florissants, Les Talens Lyriques, Le Concert Spirituel, L’Ensemble Pygmalion, Le Concert d’Astrée ou Les Folies françoises, mais aussi étrangers, comme le Chœur de chambre de Namur, Millenium Orchestra, Les Agrémens, Orfeo Orchestra, Purcell Choir, Collegium Marianum, Philharmonia Baroque Orchestra ou the BEMF Orchestra.
Il entretient également des liens étroits avec une vingtaine de chanteurs en résidence, spécialistes de ce répertoire, et des concepteurs impliqués dans les différents arts de la scène à l’époque baroque, comme le peintre-décorateur Antoine Fontaine, le marionnettiste Jean-Philippe Desrousseaux, l’éclairagiste Hervé Gary ou les chorégraphes Marie-Geneviève Massé ou Natalie Van Parys, afin de questionner le répertoire sous des angles historiques et scientifiques, et de pérenniser un savoir-faire typiquement français. 

### 23 chanteurs en résidence
Pour mener à bien sa mission de redécouverte et de valorisation du patrimoine musical français des XVIIe et XVIIIe siècles, le CMBV s’associe au talent de chanteurs en résidence internationaux qui accompagnent, année après année, les productions de concerts, de spectacles et d’enregistrements discographiques. Affinant leur connaissance du style et du répertoire, ils deviennent eux-mêmes les meilleurs ambassadeurs de la musique française dans le monde. Ce groupe de chanteurs en résidence accueille régulièrement de nouveaux jeunes artistes, favorisant leur insertion professionnelle dans un réseau international. Le mélange des générations, la rencontre avec des chefs et des metteurs en scène d’horizons variés, la découverte d’œuvres inédites, dynamisent la transmission des savoirs et des pratiques artistiques. 

## L'action culturelle

### Générations Lully
Fort d’une première expérience d’action culturelle à Trappes (Projet L’Inde Galante de 2013 à 2015), le CMBV renouvelle l’opération de 2016 à 2018, dans le cadre des jumelages initiés par le Préfet de la région Île-de-France entre 21 établissements culturels et 21 zones de sécurité prioritaires (ZSP). Le CMBV propose aux habitants du quartier des Merisiers de Trappes et plus largement aux acteurs sociaux et culturels de Trappes et leurs publics, un parcours artistique autour de l’œuvre du compositeur Jean-Baptiste Lully, inventeur de l’opéra français qui a joué un rôle majeur dans l’éclat artistique de la France sous Louis XIV.
Le projet se déroule en deux temps : une année de sensibilisation (2016-2017) à l’art baroque français autour de deux spectacles produits par le CMBV, et une année de création artistique (2017-2018), « Baptiste ou l'Opéra des farceurs », un spectacle pluridisciplinaire écrit avec les participants trappistes. En point d’orgue, 2 représentations du spectacle sont prévues en mai 2018 au Théâtre de La Merise de Trappes et à l’Opéra Royal du Château de Versailles.
Une multiplicité d’initiatives locales et un espace de débats et de convivialité avec les habitants sur les enjeux sociaux et culturels du territoire jalonneront le parcours.
Selon le CMBV, les objectifs de cette opération sont les suivants :
- Faire découvrir la musique baroque française dans sa richesse et son actualité, renouveler le regard porté sur le patrimoine.
- Favoriser la mixité sociale et culturelle des villes de Trappes-en-Yvelines et de Versailles.
- Fédérer différents publics autour d’une réalisation pluridisciplinaire
- Faire dialoguer des formes d’expression artistiques différentes dans un même but.
- Produire un spectacle de qualité par l’investissement, la persévérance et l’esprit de troupe et la valorisation des initiatives locales.
- Susciter des échanges autour de la culture et de la citoyenneté
- Révéler un talent artistique ou une soif de découverte et les faire fructifier.
- Pérenniser des relations de confiance entre l’équipe du CMBV et les acteurs de Trappes.

Tout au long du projet
- Un blog collaboratif où le public peut relater son expérience du projet par la réalisation d’un texte, d’une image ou d’une vidéo et qui propose des ressources sur la musique et les spectacles baroques.
- Une ouverture sur le monde professionnel par la rencontre de professionnels du spectacle : musiciens, chanteurs, danseurs, régisseurs, graveurs, chercheurs, professeurs, éducateurs, administrateurs, etc. et la possibilité pour les Trappistes d’effectuer des stages dans les entreprises partenaires de l’action.
- Des temps d’échange et de convivialité entre les Trappistes, les artistes, l’équipe du CMBV et des acteurs sociaux et culturels pour donner une voix à toutes les parties prenantes et valoriser les initiatives.
- Une concertation et une évaluation du projet par les partenaires opérationnels et institutionnels (tenue de comités de pilotage et de comités techniques).